# Holochilus
Holochilus (Brandt, 1835) è un genere di roditori della famiglia dei Cricetidi.

## Descrizione

### Dimensioni
Al genere Holochilus appartengono roditori di piccole dimensioni, con lunghezza della testa e del corpo tra 130 e 220 mm, la lunghezza della coda tra 130 e 230 mm e un peso fino a 455 g.

### Caratteristiche craniche e dentarie
Il cranio è robusto e presenta un rostro largo e corto e una scatola cranica squadrata. gli incisivi superiori sono opistodonti, ovvero con le punte rivolte verso l'interno della bocca. I molari hanno la corona alta e la superficie occlusale appiattita.
Sono caratterizzati dalla seguente formula dentaria:

### Aspetto
Il corpo è simile a quello di un ratto ed è adattato ad una vita semi-acquatica. La pelliccia è corta, soffice e densa. Le parti dorsali sono giallo-brunastre, arancioni o fulve, spesso cosparse di peli nerastri, i fianchi sono più chiari, mentre le parti ventrali variano dal bianco all'arancione. Il muso è corto, le vibrisse sono corte e fini. Le orecchie sono piccole, rotonde e ricoperte di piccoli peli. Le zampe posteriori sono allungate ed hanno le dita palmate. Le piante hanno cinque o sei piccoli cuscinetti carnosi. La coda è di lunghezza variabile, è  ricoperta finemente di peli ed è uniformemente marrone oppure bicolore. Alcuni individui presentano una frangia di peli nella parte ventrale della coda, con la funzione di supporto natatorio. Le femmine hanno 4 o 5 paia di mammelle. Sono privi di cistifellea.

## Distribuzione
Il genere è diffuso nell'America meridionale dal Venezuela fino all'Argentina nord-orientale.

## Tassonomia
Il genere comprende 6 specie:
- Gruppo H.brasiliensis - La pelliccia è densa e brillante, la coda è lunga circa quanto la testa ed il corpo, sono presenti cinque cuscinetti carnosi sulle piante dei piedi.
  - Holochilus brasiliensis
  - Holochilus nanus
- Gruppo H.sciureus - La pelliccia è corta e densa, la coda è più corta della testa ed del corpo, sono presenti sei cuscinetti carnosi sulle piante dei piedi.
  - Holochilus chacarius
  - Holochilus sciureus
  - Holochilus oxe
  - Holochilus venezuelae
- Incertae Sedis
  - Holochilus lagigliai